# 撒摩撒他的保羅

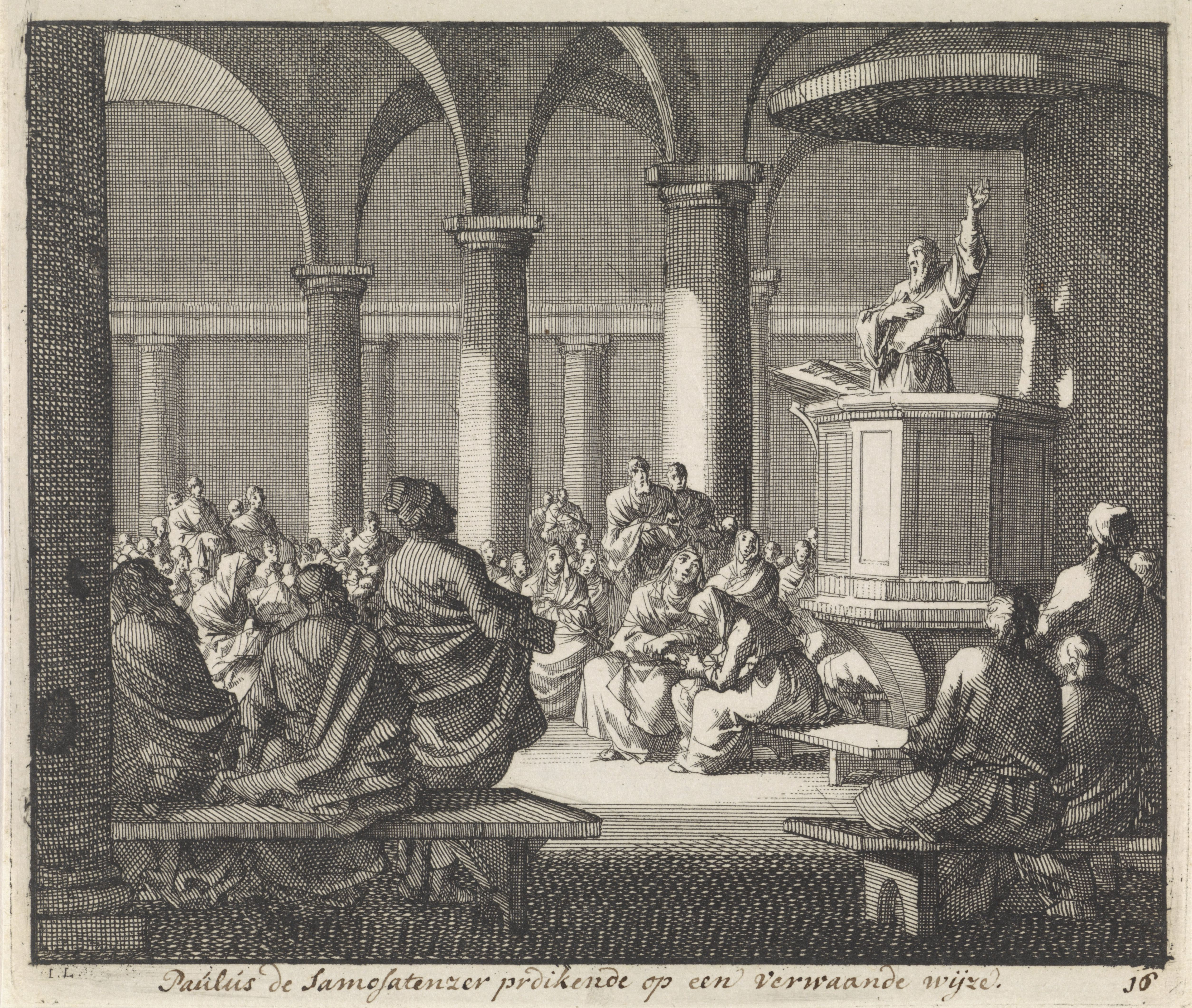
撒摩撒他的保羅正在講道

撒摩撒他的保羅（古希臘語：'；200年—275年），在西元260至268年間擔任安提阿主教。
他是動力神格唯一論的倡議者，其教導反映了當時的嗣子說。撒摩撒他的保羅一心一意維護上帝位格的獨一性，重視耶穌人性的實在，願意承認他救主的地位，但犧牲了基督本質上的神性，重蹈嗣子說的覆轍。本於此神學立場，他著手重編讚美詩集，將讚美基督為上帝的聖詩排除在外。他屬下的眾主教與長老基於他的神學偏差與道德偏差，於264年起召開三次安提阿教會會議（Synod of Antioch）加以檢討，終於在第三次會議將保羅定罪，宣布撤除主教職，改由拇納（Domnus）繼任。藉著與在敘利亞執政的芝諾比亞女王有友好關係，保羅得到庇護，拒絕離職，繼續於安提阿擔任主教四年。最後，因奥勒良皇帝擊敗芝諾比亞時，保羅失去了庇護，才迫於272年放棄主教職位。

## 動力神格唯一論的異端神學
相較於西方教會的提倡者狄奧多圖斯（Theodotus of Byzantium） 與企圖在羅馬創立該神學思想的亞爾特門（Artemon），動力神格唯一論在東方教會發展得更為矯健，其代表人物便是安提阿主教撒摩撒他的保羅。此人聰明幹練，擅長政治手腕，跟隨亞爾特門的思想。雖然保羅也聲稱道（Logos）為上帝的兒子，但事實上他認為道不過是聖父的屬性，並非是有位格的。撒摩撒他的保羅認為，感動了摩西和眾先知的，就是這個道。
撒摩撒他的保羅的教導，強調神的獨一性。認為耶穌降生時只是常人，但在後來被道所充滿。所以與其認為耶穌是神降世為人，不如說是人變為神。這樣的思想，也成為嗣子說的前驅。撒摩撒他的保羅聲稱，基督雖從出生起就被聖靈充滿，卻不過是人，因此他否認道和聖靈的位格，認為聖靈是神的能力在人的心思和理性中，只是在基督身上居住的程度比常人更高更大。人能透過基督得到救贖，是因著耶穌自身的道德進化與發展，而逐漸達到神性的尊榮。他承認基督沒有罪，並且勝過一切的罪，因而能作萬人的救主。耶穌之所以不同於眾，是祂由童女降生，充滿了上帝的道。藉看這種常住的靈感，耶穌在意志上與上帝的愛結合為一，但沒有與上帝合成一體。這種聯合是道德的，也是不可分離的，因為這緣故，上帝叫基督從死復活，賜給祂一種有代表性的神格。有一說認為，亞美尼亞的保羅教徒（Paulicians）繼承了保羅的教導並以此為名。但歷史證據顯示，保羅教徒被迫害主要是因為其諾斯底主義與強烈的破壞偶像主義傾向（Iconoclastism），而非其嗣子說神學觀點。

## 撒摩撒他的保羅其人
英國的美國新教教會歷史學家羅蘭·貝恩頓（Roland Herbert Bainton）稱撒摩撒他的保羅為"第一位擔任民事裁判官並僱用保鏢的基督教主教"，羅蘭·貝恩頓指出，在該撒利亞的優西比烏給羅馬和亞歷山大主教的信中曾提到，撒摩撒他的保羅曾有一名保鑣，稱為杜卡納里烏斯（ducenarius），而在當時的羅馬城裡，只有領取高薪的官員，才有有可能配置保鑣，因此推測保羅極可能擔任政府的職務。針對羅蘭·貝恩頓的說法，有支持，也有反對者。

## 優西比烏對保羅的指控
在優西比烏寫信給羅馬和亞歷山大主教的信中提到撒摩撒他的保羅種種不道德的行為，但是保羅認為為教會服務是一項非常有利可圖的職業，他從有錢的信徒那裡勒索捐款，將公帑轉為私產。在外邦人的眼中，基督教徒因他的驕傲和奢侈而令人憎惡，包括他自負和內心的驕傲，以及與那些不檢點的女人（blooming and beautiful women）一起遊玩等行為。優西比烏表示若教會沒有因著他的異端神學，將撒摩撒他的保羅革除教會，便會以保羅的不道德行為而對保羅採取行動。優西比烏所寫的信件，針對撒摩撒他的保羅的指控大致如下：
- 他的財富來源來自對百姓的欺騙，他承諾幫人賺錢，但卻沒有履行承諾。
- 為他的宗教服務而收錢，並付錢給其他人傳講他的教義。
- 提倡君主制教義，崇尚世俗的榮耀，喜愛人的掌聲。
- 模仿世俗的統治者管理教會，在教會群體建立屬於自己的勢力，地位。
- 外在表現並非是主教該有的形象，更像是民事法官。
- 他停止了對基督的讚美詩的創作，並訓練了婦女當天使從天降下來時對自己唱讚美詩。
- 不承認神的兒子與神同等，稱基督是天上來的天使。
- 串謀教會的長老與執事包庇保羅所行的惡事。

## 對後人的影響
保羅的門生安提阿的路加諾（Lucian of Antioch）被認為對亞流主義的奠基者亞流有著主要影響。亞流曾在安提阿的路加諾門下受教，而路加諾的思想源自撒摩撒他的保羅。亞流堅信的「聖子為次位神」顯然與撒摩撒他的保羅的思想有關。